# Fumi Kaneko
Fumi Kaneko (金子 扶生; 27 ottobre 1991) è una ballerina giapponese, prima ballerina del Royal Ballet dal 2021.

## Biografia

### Infanzia e formazione
Kaneko ha studiato danza classica alla Jinushi Kaoru Ballet School di Osaka.
Ha vinto la medaglia d'oro al concorso internazionale di balletto di Varna nel 2008 e la medaglia d'argento al concorso internazionale di balletto di Mosca (2009) e al concorso internazionale di balletto degli Stati Uniti (2010).

### Carriera

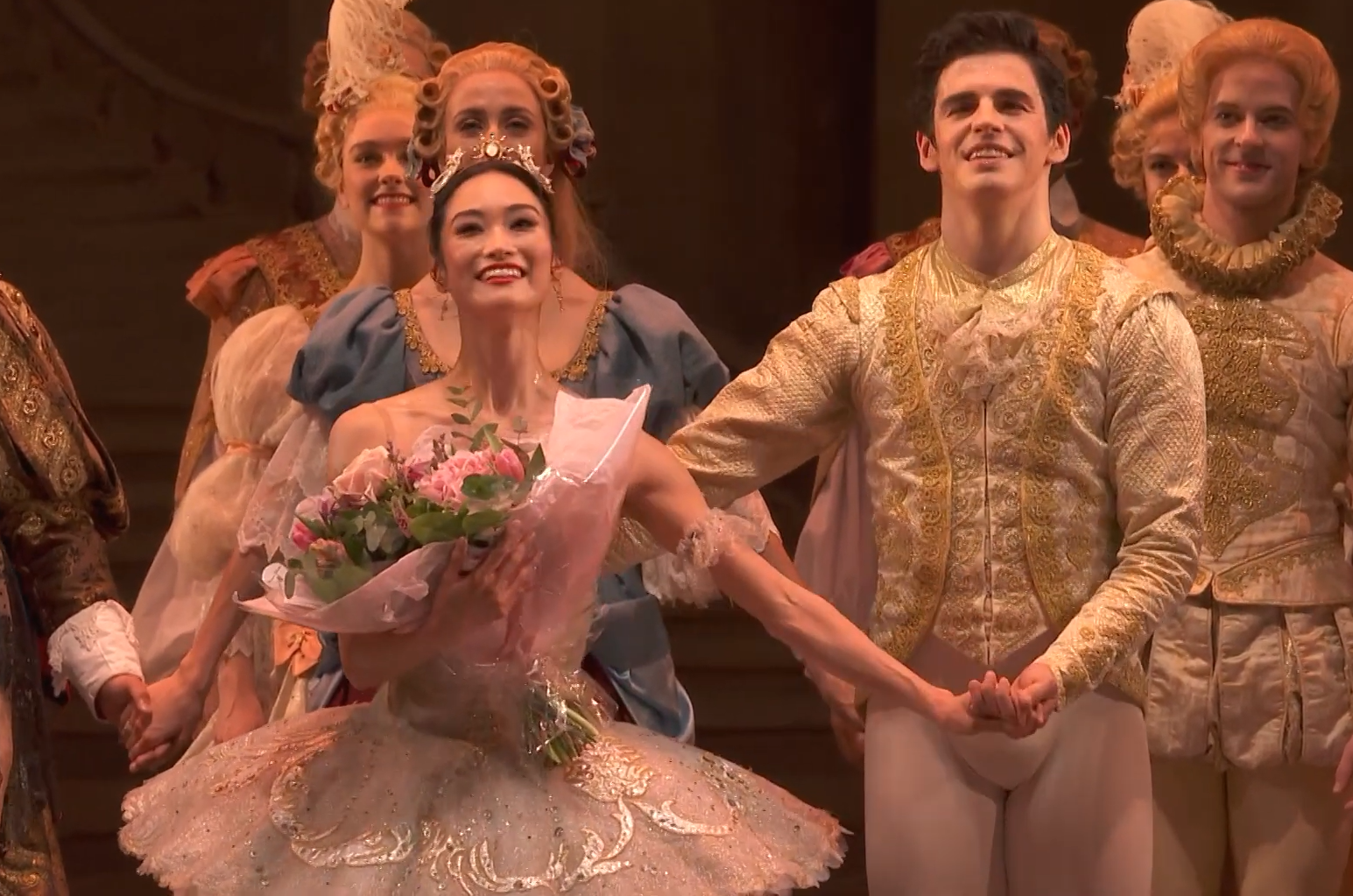
Kaneko e Federico Bonelli dopo una rappresentazione de La bella addormentata (2020)

Nel 2011 è stata scritturata dal Royal Ballet, di cui è diventata solista nel 2013 e prima solista nel 2018. Sempre nel 2018 ha cominciato a danzare ruoli principali e da protagonista, tra cui Mitzi Casper in Mayerling (MacMillan) e la Fata Confetto ne Lo schiaccianoci (Wright), con cui ha inaugurato il proficuo sodalizio artistico con il ballerino William Bracewell. Nel 2019 ha ampliato il proprio repertorio danzando come Kitri nel Don Chisciotte (Petipa/Nureev), Aurora ne La bella addormentata (Petipa) e in ruoli principali in Concerto (MacMillan), Symphony in C (Balanchine) e Within the Golden Hour (Wheeldon). 
Nel 2021 è stata proclamata prima ballerina della compagnia e ha esordito nei ruoli di una musa in Apollo (Balanchine) e Dances at a Gathering (Robbins). Da allora ha ampliato il proprio repertorio con i ruoli di Giulietta in Romeo e Giulietta (MacMillan), Satana e Beatrice in The Dante Project (McGregor), la protagonista in Scenes de Ballet (Ashton), Odette/Odile ne Il lago dei cigni (Scarlett), Maria Larish in Mayerling, l'eponima protagonista nella Cenerentola (Ashton), Manon ne L'histoire de Manon (MacMillan) e Tat'jana in Onegin (Cranko).

## Premi
- Medaglia d'oro al Concorso internazionale di balletto di Varna, 2008
- Medaglia d'argento al Concorso internazionale di balletto di Mosca, 2009
- Medaglia d'argento al Concorso internazionale di balletto degli Stati Uniti, 2010